# 全球同嗨
《全球同嗨》是美国唱片騎師和音乐制作双人组老菸槍雙人組的第三张录音室专辑。该专辑于2019年12月6日由破坏者唱片和哥伦比亚唱片发行。这张专辑邀请的艺术家包含Amy Shark，凱戈，Sabrina Claudio，眨眼182，鳳凰之子，Lennon Stella，碧碧·雷克萨，Ty Dolla Sign，Bülow和到暑五秒。

## 专辑背景
类似于第二章录音室专辑《希克男孩》，他们每个月都会发行一首单曲并添加到专辑中。
2019年2月7日，专辑首支单曲《Who Do You Love》发行，这首单曲邀请乐队五秒盛夏参与合作。2019年3月17日接受告示牌采访时，他们宣布将在2019年发行一张新专辑。第二首单曲《Kills You Slowly》于3月26日发行。第三首单曲《Do You Mean》邀请Ty Dolla Sign和Bülow合作演唱，于4月26日发行。专辑中的第四首单曲《你是我的》邀请Bebe Rexha合作演唱，于5月31日发行。7月17日，组合透露第五首单曲《带走爱》将和凤凰之子合作，并邀请Lennon Stella合作演唱。这首单曲也收录在凤凰之子的第三张录音室专辑《翱翔》中。9月25日，在美国俄亥俄州辛辛那提表演时，组合首次表演第六首单曲《Push My Luck》，这首单曲也与11月8日发行。2019年12月6日，剩下的四首单曲随着完整专辑一同发布。

## 巡回演出
为了宣传这张专辑，组合宣布将举办“World War Joy Tour”，并邀请五秒盛夏于Lennon Stella作为巡演嘉宾。此次巡演与组合以前的巡演截然不同，因为此次巡演并非Memories...Do Not Open Tour以及他们在音乐节所带来的唱片骑师碟机表演，而是一场完整的现场演出。马克·麦克奎尔回归担任巡演成员和鼓手。此次演出在北美洲国家包括41个城市中的演出场馆举行。

## 商业表现
这张专辑在公告牌二百强专辑榜上最高排名为第六十五名。